# Rack-Gebäude

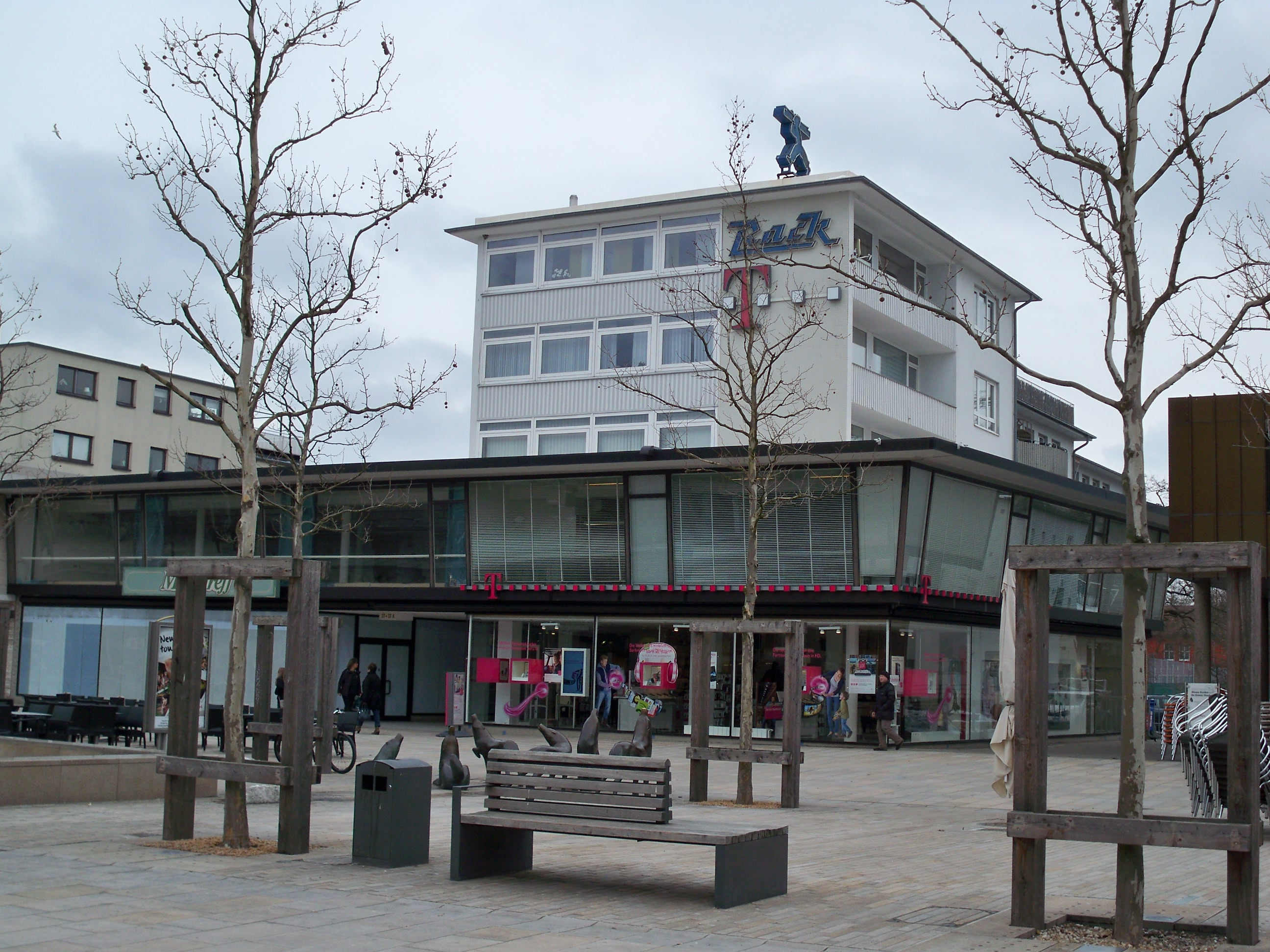
Rack-Gebäude von der Porschestraße aus

Das Rack-Gebäude, auch Rack-Bau, ist ein 1959 gebautes Geschäftshaus in Wolfsburg. Es befindet sich in zentraler Lage in der Porschestraße 37/37 a und steht unter Denkmalschutz. Es ist weitgehend im Originalzustand.

## Geschichte

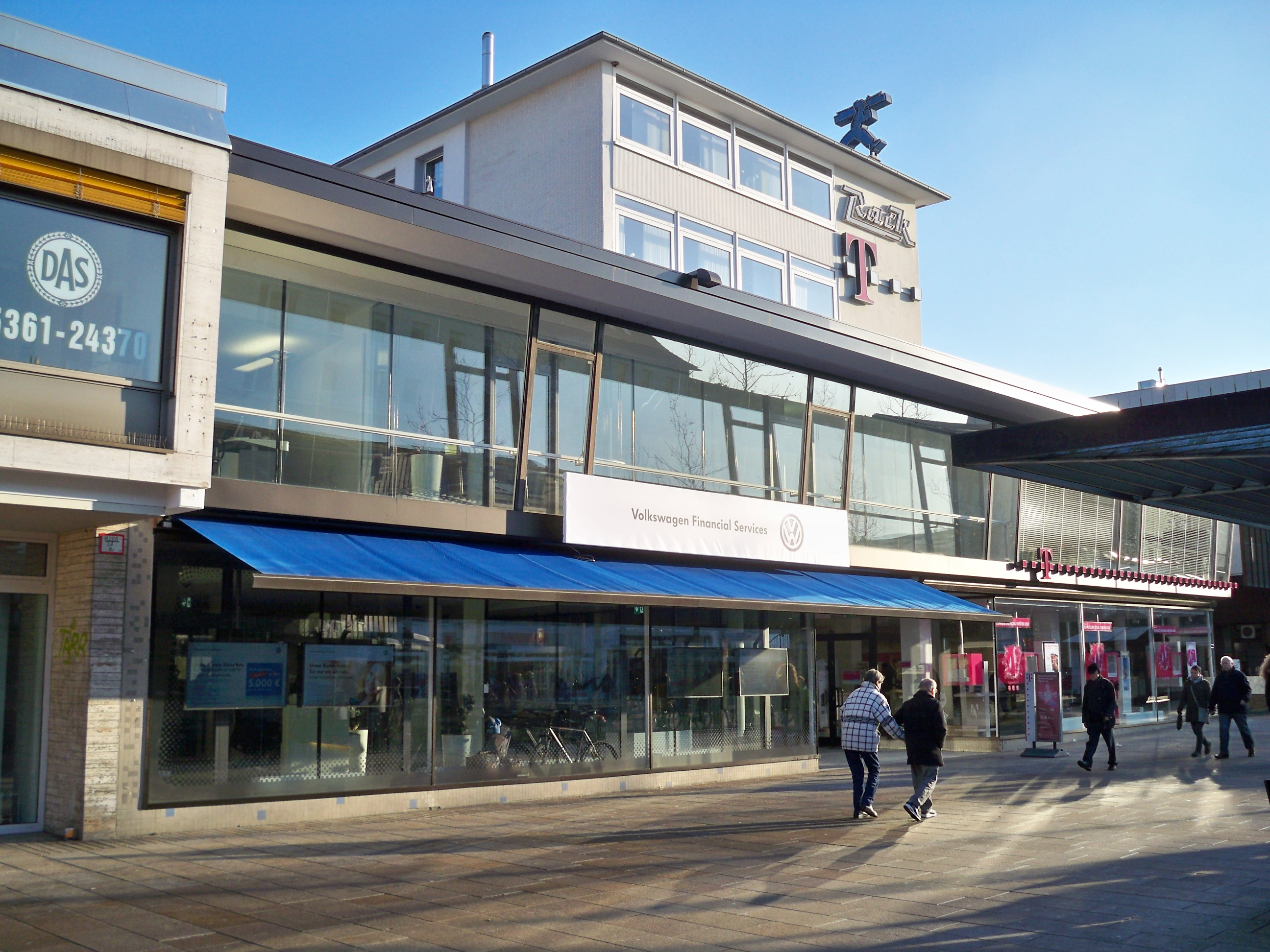
Blick von Nordwesten

Die Porschestraße wurde 1950 als zentrale Geschäftsstraße der 1938 gegründeten Stadt erbaut. Hier sollten Waren des höherwertigen Bedarfs angeboten werden. Zu beiden Seiten entstanden in der Zeit des Wirtschaftswunders Geschäftsbauten, so auch auf der Ostseite das sogenannte Rack-Gebäude, das der Raumausstatter Georg Rack erbauen ließ. Architekt war der Wolfsburger Heinrich Senge. Rack bot in seinem Ladengeschäft Teppiche, Linoleum, Tapeten, Gardinen und Läufer an.
2012 wurde ein Antrag der Besitzer, das Haus baulich verändern zu dürfen, aus Denkmalschutzgrunden abgewiesen.

## Beschreibung

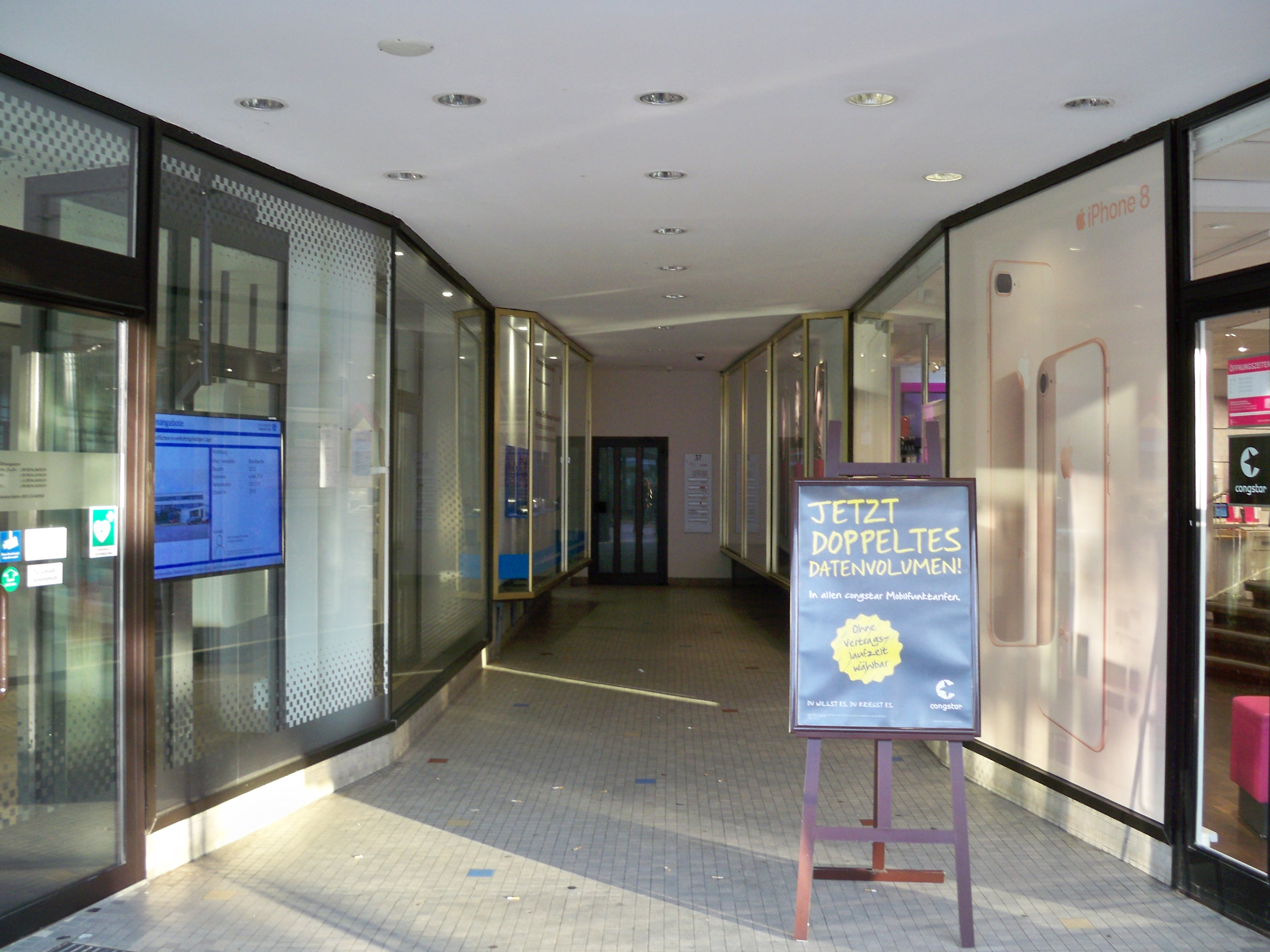
Haupteingang mit Vitrinen

Die Ladenzeile an der Porschestraße besteht aus zwei Geschossen, die durch einen trichterförmigen Eingang vertikal halbiert werden. Im Erdgeschoss befinden sich große Fensterflächen. Die ebenso großflächigen Fenster des Obergeschosses kragen aus und werden von schmalen Fensterprofilen und Stahlstützen gehalten. Den oberen Abschluss bildet ein erneut auskragendes Flachdach. Der Haupteingangsbereich ist mit großen Vitrinen und einem Mosaikboden ausgestattet.
Im Inneren der beiden Geschäftsräume führt je eine geschwungene Treppe in das Obergeschoss.

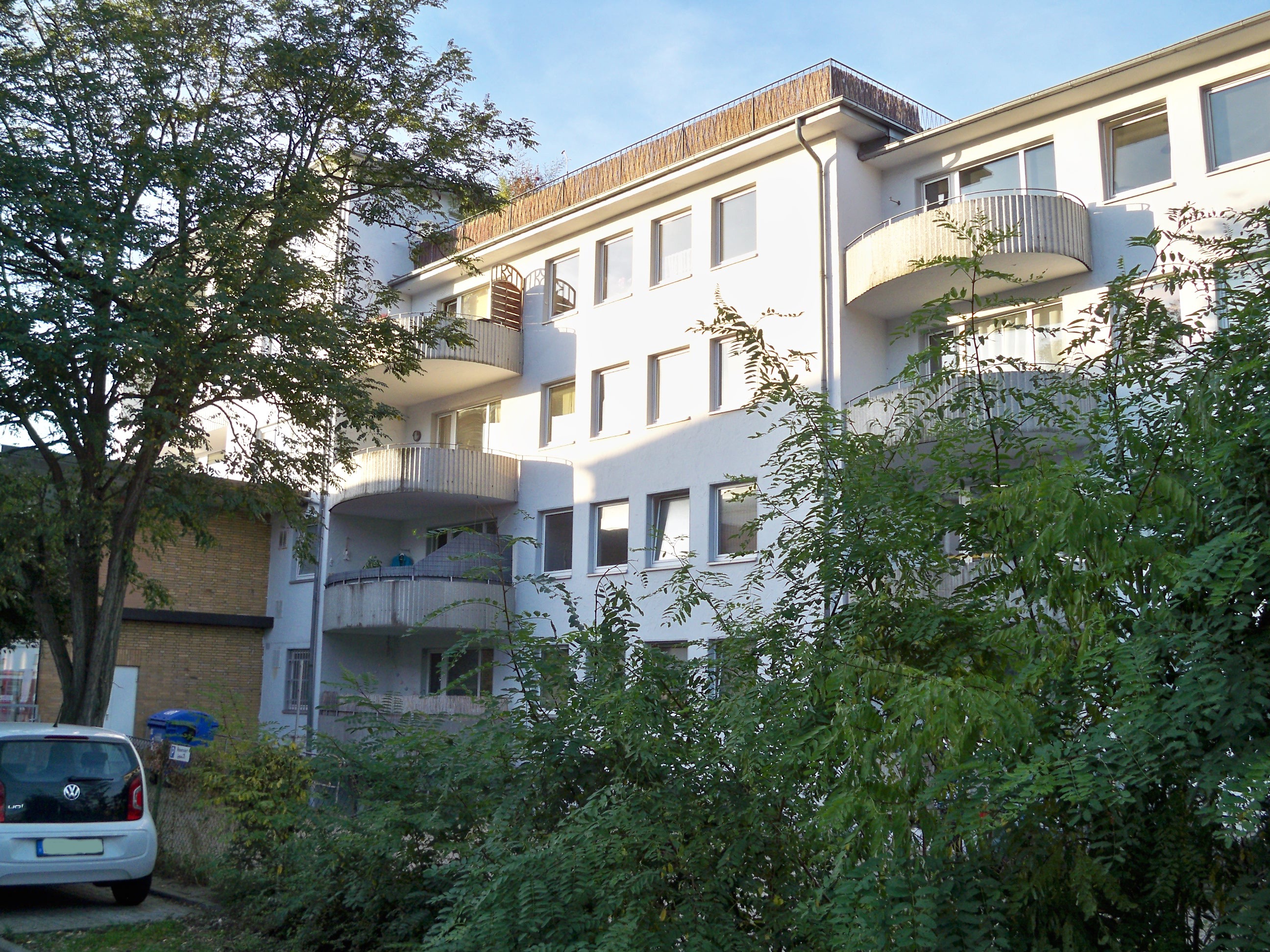
Das Gebäude von Südosten

Darüber steht, nach hinten versetzt, ein dreigeschossiger Bau mit kleinerem Grundriss, in dem sich Wohnungen befinden. Auf seinem Dach steht die original erhaltene Reklamefigur eines ausschreitenden Mannes mit einer Traglast auf der Schulter. Das oberste Geschoss ist zur Porschestraße hin mit dem originalen Schriftzug „Rack“ verziert; darunter findet sich das Symbol der Deutschen Telekom, die den – von der Porschestraße aus – rechten Laden betreibt. Weitere zwei viergeschossige, jeweils leicht versetzte Blöcke mit Wohnungen schließen sich nach Osten an. Sie zeichnen sich durch geschwungene Balkone auf der Süd- und Ostseite aus. Nördlich schließt sich ein ähnliches Gebäude an, das durch die Ladenzeile und ein  gleich weit ausragendes Vordach mit dem Rack-Gebäude verbunden ist und zwei Wohnblöcke aufweist.
Das Haus gehört der Rack GmbH & Co. KG.